# Costumierul (film)
Costumierul (poloneză: Personel) este un film polonez din 1975 regizat de Krzysztof Kieślowski. Rolurile principale au fost interpretate de actorii Juliusz Machulski, Michal Tarkowski și Wlodzimierz Borunski.

## Distribuție
- Juliusz Machulski - Romek Januchta
- Michal Tarkowski - Sowa
- Wlodzimierz Borunski
- Edward Ciosek
- Waldemar Karst
- Wilhelm Klonowski
- Mieczyslaw Kobek
- Helena Kowalczykowa - Romek's aunt
- Tomasz Lengren
- Irena Lorentowicz
- Ludwik Mika
- Henryk Sawicki
- Andrzej Siedlecki
- Krzysztof Sitarski
- Janusz Skalski[2]